# Partido Sociedad (Noruega)
El Partido Sociedad (en noruego: Samfunnspartiet) es un partido político autoproclamado anarquista en Noruega. El partido fue fundado por Øystein Meier Johannesen en 1985.
Sus enfoques están relacionadas con los asuntos del norte de Noruega. El partido también simpatiza con los palestinos en el Conflicto israelí-palestino. En caso de unirse Noruega a la Unión Europea, el Partido Sociedad declaró que trabajaría para la secesión del norte de Noruega y la creación de un nuevo estado.
El partido ha estado involucrado en varias controversias. En 2005, Meier Johannesen colocó una furgoneta en las afueras de las instalaciones compañía de la emisora nacional NRK que en árabes anunciaba: "¡Dios es grande! La yihad continúa hasta que los judíos se retiren de Palestina. Polvo eres y al polvo regresarás", por lo que el responsable fue condenado a 30 días de cárcel. El partido también ha incluido a gente famosa, incluyendo al comediante Otto Jespersen y a obispo Øystein I. Larsen, para las elecciones locales y nacionales en contra de su voluntad. El abogado defensor Tor Erling Staff sin embargo, es un militante del partido y se ha postulado como candidato en varias ocasiones. En las elecciones parlamentarias de 2013, el partido obtuvo 295 votos.